# Hans Robert Korngold
Hans Robert Korngold (* 25. Juli 1892 in Brünn; † 17. Mai 1965 in Schwaz) war ein österreichischer Bandleader, Schlagzeuger, Bankbeamter, Kaufmann, Privatbeamter und Kraftfahrer.

## Leben

### Frühe Jahre
Hans Robert Korngold kam als erster Sohn des Musikkritikers, Pianisten und Anwalts Julius Korngold und dessen Frau Josefine, geborene Witrofsky, zur Welt. Der zweite Sohn, Erich Wolfgang, wurde fünf Jahre später geboren.
Die Familie übersiedelte 1901 von Brünn nach Wien, wo der Vater 1902 eine Stellung als Musikkritiker bei der „Neuen Freien Presse“ fand.
Für Hans Robert sollte die Geburt seines jüngeren Bruders Erich Wolfgang lebensbestimmend werden. Die Bevorzugung des begabten Bruders, der bereits mit elf Jahren die Musik zu einem pantomimischen Ballett komponiert hatte und damit in Wien als Wunderkind galt, löste beim älteren Bruder ein rastloses Leben auf der Suche nach Anerkennung und Liebe aus. Korngold wechselte zwischen 1921 und 1938 allein 23-mal seinen Wiener Wohnsitz, war viermal verheiratet und übte mindestens fünf Berufe aus. Die Dominanz seines als „kleiner Mozart“ gefeierten und auch von ihm selbst verehrten jüngeren Bruders sowie die mangelnde Förderung der eigenen, zweifellos vorhandenen musikalischen Begabung führten dazu, dass die Karriere Hans Roberts vergleichsweise bescheiden verlief und seinem Vater in dessen 1945 im Exil vollendeten und posthum als „Die Korngolds in Wien“ veröffentlichten Memoiren nicht einmal eine Fußnote wert war.
Korngold meldete sich nach der Matura sowie einer Lehre und Tätigkeit als Bankbeamter am 21. September 1912 freiwillig als Trainsoldat beim Ersatzdepotkader der k. u. k. Traindivision Nr. 2, schied aber bereits am 12. Dezember 1912 „als derzeit untauglich aus dem gemeinsamen Heere“ wieder aus, eine Klassifizierung, die ihn auch für den Ersten Weltkrieg von der Kriegsdienstleistung befreite.
1915 erhielt Korngold das Wiener Heimatrecht. Im gleichen Jahr scheiterte schon nach wenigen Monaten seine Ehe mit Stella Korngold, geb. Singer, die sich dem Jugendfreund seines Bruders, dem Schriftsteller Paul Elbogen, zugewandt hatte.
Als bisherige Berufe Korngolds weist die Magistratsabteilung 8 der Gemeinde Wien (Wiener Stadt- und Landesarchiv) für 1923 Bankbeamter, Kaufmann und Privatbeamter nach und seit der ersten dort genannten Adresse auch die zweite Ehefrau, Leopoldine (Bella) Korngold, geborene Zohner-Filippi, die er am 5. Februar 1920 geheiratet hatte. Das Archiv verzeichnet für 1924 einen vorübergehenden Wohnsitz in Altaussee und Tätigkeiten in Montevideo und für 1925/1926 Tätigkeiten in Rumänien. Aus dem Jahre 1928 liegen polizeiliche Meldungen aus Berlin und Semmering vor, die schon mit dem neuen Beruf als Schlagzeuger und Bandleader zusammenhängen könnten, weil eine kontinuierliche musikalische Tätigkeit erst ab diesem Jahr nachweisbar ist.

### Jahre als Musiker
In den 1920er Jahren muss er eine musikalische Ausbildung erhalten und eine Tätigkeit als Schlagzeuger und Dirigent ausgeübt haben. Jedenfalls ist er ab dem 5. Juli 1928 in den Wiener Kammerspielen in der Revue „Jetzt oder nie“ mit seinem Orchester als „H. R. Korngolds Minstrel-Jazzband“ aufgetreten. Die Revue wurde ein großer Erfolg auch für die jüdischen Künstler dieser Produktion. Komposition und Libretto stammten von Ludwig Hirschfeld, Karl Farkas bearbeitete das Libretto und führte Regie, Dirigent war Egon Neumann und als Singschauspieler wirkten Fritz Strehlen und Trude Brionne. Allesamt Personen, die sich, wie Korngold selbst, zehn Jahre später ins Exil retten mussten.
Die Jazzkapelle Hanns Robert Korngold (Hanns jetzt mit doppeltem „n“) spielte ab 9. Juli 1928 in Wiener Etablissements und Cafés und wurde zwischen 1928 und 1933 von dort von der RAVAG live übertragen. Im Repertoire standen aktuelle Unterhaltungs- und Tanzmusik, Operetten-Potpourris und Schlager von Paul Abraham, Ralph Benatzky, Robert Stolz und Oscar Straus. Klassisches von Johann Strauss und Tangos standen ebenfalls auf dem Programm. Eine Spezialität der Kapelle war das Spielen von amerikanischen Jazz-Titeln nach Original-Noten.
Am 25. Jänner 1930 kam es anlässlich der Festvorstellung zum vierzigjährigen Künstlerjubiläum des Onkels, des Kabarettisten Eduard Kornau, zu einem der seltenen künstlerischen Familientreffen: Zusammen mit Erich Wolfgang Korngold als Pianist und Dirigent trat Korngolds Jazzkapelle mit den Burgtheater-Schauspielerinnen, der Schwägerin Helene von Sonnenthal und der Cousine Elisabeth Kallina, im Theater in der Josefstadt auf.
In den Sommermonaten 1931 hielt sich Korngold wegen eines Engagements im Grandhotel de l’Europe in Salzburg auf und ab 1932 trat die Kapelle auch unter dem Namen Hanns Robert Korngolds Six Rhythmicans auf. Unter diesem Namen ist auch die letzte RAVAG-Übertragung vom 29. Jänner 1933 nachgewiesen, weil bei der RAVAG sehr früh das Unterhaltungsprogramm zugunsten von Volksmusik und gegen Bands mit amerikanischer Jazzmusik als Folge des beginnenden Austrofaschismus geändert wurde.
Dennoch erlebte Korngold mit seinem Hanns Robert Korngold Scala-Orchester ab 15. September 1933 den Höhepunkt seiner Karriere, als er im neu eröffneten Wiener Scala-Theater die Begleitung zum Fritzi-Massary-Erfolg „Eine Frau, die weiß, was sie will“ stellte. Neben Fritzi Massary war seine Tätigkeit in dieser Produktion mit Künstlern verbunden, die bald Opfer der NS-Verfolgung wurden, so etwa mit dem Komponisten Oscar Straus, dem Librettisten Alfred Grünwald und den Singschauspielern Hans Behal und Ellen Schwanneke. Auch der Dirigent Ernst Hauke und die Singschauspieler Ludwig Donath und Paul Henreid flohen aus politischen Gründen und der Regisseur und Direktor des Scala-Theaters, Rudolf Beer, verübte später Selbstmord, nachdem er durch die Wiener Gestapo misshandelt worden war.
In den mindestens neun Jahren ihres Bestehens 1928–1936 finden sich auch in den verschiedenen Bandformationen Korngolds jüdische Ensemblemitglieder und Gäste, die später ins Exil gingen beziehungsweise deportiert und ermordet wurden. Ein letztes Auftreten von Korngolds Jazzkapelle ist für 1936 im Wiener Kaufhaus Gerngross des Unternehmers Robert Gerngross zu verzeichnen, der 1942 im polnischen Izbica ermordet wurde.
Nach dem Tod seiner zweiten Frau Bella im Jahre 1931 folgte 1932 die standesamtliche Trauung mit der Nichtjüdin Therese (Thea) Korngold, geborene Lacina. Korngold selbst hatte bereits am 2. März 1928 seine Zugehörigkeit zur jüdischen Religionsgemeinschaft offiziell aufgegeben.

### Ende der musikalischen Tätigkeit und Exil
Die Zeit zwischen Herbst 1934 und dem Anschluss Österreichs war für Korngold von den sich dramatisch entwickelnden politischen Ereignissen in Österreich und der sich daraus ergebenden realistischen Betrachtung der beruflichen Zukunft geprägt. Korngold und seine Frau bestritten ihren Lebensunterhalt vom Bewirtschaften der beiden Anwesen seines sporadisch in den USA arbeitenden Bruders und mussten zudem die alten Eltern umsorgen.
Hans Robert und Thea Korngold ließen sich nach dem Anschluss Österreichs aus taktischen Gründen scheiden, flohen aber im September 1938 in die Schweiz. Thea kehrte noch einmal kurz nach Wien zurück, verblieb dann aber ab 1942 in Davos, später in Zürich. Korngold wurde 1939 trotz Intervention des in Einigen lebenden Librettisten Hans Müller von der schweizerischen Fremdenpolizei wegen Mittellosigkeit ausgewiesen und floh zunächst nach Mailand. Am 8. März 1940 verließ er an Bord der Manhattan von Genua aus Europa in Richtung USA und Hollywood. Ein Affidavit seines Onkels Egon Witrofsky ermöglichte ihm die Einreise in die USA.
Trotz guter Verbindungen seines Bruders Erich Wolfgang Korngold zur Filmindustrie war eine Wiederaufnahme der musikalischen Tätigkeit im Exil nicht möglich. Korngold musste sich mit Gelegenheitsjobs durchschlagen, arbeitete zumeist als Kraftfahrer und erhielt gelegentlich finanzielle Zuwendungen seitens seiner inzwischen ebenfalls emigrierten Familie. Auch im Exil blieben die Versuche erfolglos, das seit Jahren zerrüttete familiäre Verhältnis zu verbessern. Das Anglisieren seines Namens in John Robert, also der freiwillige Verzicht auf den renommierten Familiennamen, sowie eine 1945 geschlossene und bereits 1946 wieder geschiedene Ehe mit June stellten sich als zusätzliche Belastungen heraus. Erst durch Korngolds Betreuung der verwitweten Mutter Josefine entspannte sich das strapaziöse Familienleben.
Korngold erstritt sich 1956 bis 1959 eine einmalige Entschädigung vom österreichischen „Fonds zur Hilfeleistung an politisch Verfolgte, die ihren Wohnsitz und ständigen Aufenthalt im Ausland haben“. Diese Entschädigung und eine 1959/1960 zuerkannte Rente der Pensionsversicherungsanstalt der Angestellten ermöglichten ihm ein bescheidenes Leben im Alter und den Besuch der verlorenen Heimat als Schwerkranker.
Hans Robert Korngold verstarb am 17. Mai 1965 im Kreiskrankenhaus Schwaz in Tirol als John Robert an Krebs und Herzversagen und wurde drei Tage später auf dem dortigen Ortsfriedhof mit dem falschen, weil verdrehten Namen Robert John in einem Armengrab mit einfachem Holzkreuz und irrtümlich als „röm.kath.“ bestattet.